# 釈王寺 (東かがわ市)
釈王寺（しゃくおうじ）は香川県東かがわ市に所在する寺院である。山号は大渓山。宗派は真言宗善通寺派。本尊は聖観世音菩薩（秘仏、国の重要文化財）。四国八十八箇所番外霊場、讃岐三十三観音霊場五番札所である。
本尊真言：おん あろりきゃ そわか

## 概要
寺伝によれば奈良時代の神亀2年（725年）に行基が建立し、その後、平安時代初期の延暦22年（803年）に空海（弘法大師）が寺院を整備したと伝わる。
戦国時代の天正11年（1583年）には兵火により伽藍が焼亡し、江戸時代中期の享保18年（1733年）になって堂宇が再興された。
国の重要文化財の本尊・聖観音像は現在、本堂後部にある蔵庫に収蔵され、本堂には前立として大日如来が安置されている。

## 文化財
重要文化財（国指定）
- 木造聖観音立像
素地、142cm、藤原時代作。当寺院の本尊で、一般公開しない秘仏である。明治34年（1901年）3月2日指定。

東かがわ市指定文化財
- 木造持国天立像
昭和60年（1985年）3月25日（旧大内町）指定。

## 前後の札所
さぬき三十三観音霊場
4 長福寺 -- (10.7km)-- 5 釈王寺 -- (6.5km)-- 6 普門院